# Troisième circonscription de la préfecture de Toyama
La troisième circonscription de la préfecture de Toyama (富山県第3区, Toyama-ken dai-san-ku) est l'une des trois circonscriptions législatives que compte la préfecture de Toyama au Japon.

## Description géographique
Entre 1994 et 2013, la troisième circonscription de la préfecture de Toyama regroupait les villes de Takaoka, Shinminato (ja), Himi, Tonami et Oyabe et les districts d'Imizu (ja), Higashitonami (ja) et Nishitonami (ja).
Depuis 2013, elle comprend les villes de Takaoka, Himi, Tonami, Oyabe, Nanto et Imizu,.

## Députés
| Législature | Début de mandat | Fin de mandat | Député élu               | Parti politique | Parti politique |
| ----------- | --------------- | ------------- | ------------------------ | --------------- | --------------- |
| 41e         | 1996            | 2000          | Tamisuke Watanuki (ja)   |                 | PLD             |
| 42e         | 2000            | 2003          | Tamisuke Watanuki (ja)   |                 | PLD             |
| 43e         | 2003            | 2005          | Tamisuke Watanuki (ja)   |                 | PLD             |
| 44e         | 2005            | 2009          | Tamisuke Watanuki (ja)   |                 | NPP             |
| 45e         | 2009            | 2012          | Keiichirō Tachibana (ja) |                 | PLD             |
| 46e         | 2012            | 2014          | Keiichirō Tachibana (ja) |                 | PLD             |
| 47e         | 2014            | 2017          | Keiichirō Tachibana (ja) |                 | PLD             |
| 48e         | 2017            | 2021          | Keiichirō Tachibana (ja) |                 | PLD             |
| 49e         | 2021            | 2024          | Keiichirō Tachibana (ja) |                 | PLD             |
| 50e         | 2024            | -             | Keiichirō Tachibana (ja) |                 | PLD             |